# Microstigmata amatola
Espèce
Microstigmata amatola est une espèce d'araignées mygalomorphes de la famille des Microstigmatidae.

## Distribution
Cette espèce est endémique du Cap-Oriental en Afrique du Sud,. Elle se rencontre vers Hogsback et Stutterheim.

## Description
Le mâle holotype mesure 7,87 mm et les femelles de 7,87 à 9,07 mm.

## Étymologie
Son nom d'espèce lui a été donné en référence au lieu de sa découverte, les monts Amatola.

## Publication originale
- Griswold, 1985 : A revision of the African spiders of the family Microstigmatidae (Araneae: Mygalomorphae). Annals of the Natal Museum, vol. 27, p. 1-37.